# Johannes Terwogt
Johannes Hester Lambertus Terwogt, nizozemski veslač, * 18. maj 1878, Oude Wetering, † 22. januar 1977, Amsterdam.
Terwogt je bil na  Poletnih olimpijskih igrah 1900 v Parizu član nizozemskega čolna Minerva Amsterdam, ki je med četvercu s krmarjem osvojil srebrno medaljo.